# Калининградский городской совет депутатов
Калининградский городской совет депутатов — муниципальный орган представительной власти в Калининграде.

## Общая информация
Городской Совет депутатов Калининграда является представительным органом местного самоуправления городского округа «Город Калининград». В настоящее время действует седьмой созыв, состоящий из 27 депутатов, избранных на муниципальных выборах 19 сентября 2021 года.
Калининград в 2020 году перешел с смешанной системы на исключительно мажоритарную избирательную систему по одномандатным округам (один округ — один депутат). Это решение уменьшило количество депутатов с 28 до 27.

## История
В 1946 году город Кёнигсберг стал частью СССР и был переименован в Калининград. Первая сессия городского Совета состоялась 30 декабря 1947 года. Тогда были избраны 259 депутатов: 100 рабочих, 149 служащих и 10 крестьян. Среди них — участники Великой Отечественной войны, партийные и хозяйственные руководители. Первым руководителем горисполкома стал Пётр Харитонович Мурашко, который возглавил исполнительную власть по назначению Секретариата ЦК ВКП(б).
В советский период городской Совет решал ключевые задачи восстановления и развития города, вопросы жилищного строительства, коммунального обустройства, социальной поддержки. За десятилетия Совет прошёл путь от органа трудящихся до современного представительного органа местного самоуправления. Особое внимание уделялось вопросам благоустройства, здравоохранения, культуре, охране памятников. В 1991 году после реформирования системы власти была проведена реорганизация: функции исполнительной и законодательной власти разделены. Городской Совет стал избираться на основе новых принципов, что ознаменовало начало постсоветской истории.

## Комиссии городского Совета
В городском Совете действуют четыре постоянные комиссии:
1. Комиссия по бюджету и муниципальной собственности
2. Комиссия по городскому хозяйству
3. Комиссия по местному самоуправлению и социальной политике
4. Комиссия по градорегулированию и земельным ресурсам[6]

## Полномочия и функции
Городской Совет депутатов осуществляет традиционные полномочия представительного органа местного самоуправления, включая:
- Принятие планов и программ развития города
- Утверждение бюджета и контроль его исполнения
- Определение порядка управления муниципальной собственностью
- Утверждение генерального плана развития города[7]

Глава городского округа одновременно является председателем городского Совета депутатов.